# Francisco Fleith
Francisco Leopoldo Fleith (Campo Alegre, 23 de julho de 1901 – Piçarras, 3 de dezembro de 1991) foi um empresário e político brasileiro. Ele foi importante na emancipação de Penha e Piçarras, e foi prefeito de ambos os municípios.

## Vida pessoal
Sua família é originária de Alsácia-Lorena, com grande influência francesa e alemã.
Casou-se com Eloina Fernandes, com quem teve três filhos, Irapuan, Irahy e Jeanir. Por causa do falecimento de Eloina em 1942, Fleith casou-se no ano seguinte com Maria Mercês Pires em Piçarras, que era membro de uma família tradicional da região. Eles tiveram quatro filhos, Ivan, Ivo, Israel e Iliane. Ivo foi vereador por seis mandatos em Piçarras e e vice-prefeito de Leonel Martins em 2005, quando criou o projeto de lei que alterou o nome do município para Balneário Piçarras.

## Carreira
Mudou-se para Penha em 1942, quando o município ainda era um distrito de Itajaí. Na época, era considerado um forasteiro na região. Ele participava do ramo varejista e imobiliário. Foi o responsável pela remodelação do Hotel Piçarras, que comprou de Mário Zendron. Inaugurou a Casa Fleith em 1945 e criou o Loteamento e Jardim Rio-Mar em 1956, o primeiro loteamento da região que seria Piçarras. Em 20 de janeiro de 1942, foi um dos responsáveis pela fundação da Sociedade Amigos de Piçarras, que trouxe energia elétrica para o perímetro urbano de Piçarras. Nos anos 50, também trabalhou para a construção de uma rede de abastecimento de água para as novas construções da região. Em abril de 1970, foi um dos fundadores do Lions Club.
Fleith era filiado ao PSD e militava a favor da emancipação do município de Penha, e em 1958 foi eleito como vereador na cidade. Em 10 de março de 1962, tornou-se o prefeito de Penha após o afastamento de João Félix de Andrade, cargo que permaneceu até 10 de novembro de 1962, sendo substituído por Paulo Fernandes de Oliveira. Em seguida, voltou ao cargo de vereador, onde ocupou a presidência da Câmara. Foi um grande articulador para a emancipação de Piçarras. Seu mandato como vereador durou de 31 de janeiro de 1959 até 31 de janeiro de 1963.
Em 14 de dezembro de 1963, com a emancipação de Piçarras, foi nomeado pelo governador Celso Ramos como prefeito provisório do município. Durante sua gestão, incrementou o ramo ferragista no município. Saiu do cargo em 28 de novembro de 1964 por motivos de saúde, sendo substituído por Renato José Wunderlich. Em 1966, filiou-se ao ARENA.

### Morte
Faleceu em 3 de dezembro de 1991, sendo a primeira pessoa a ser enterrada no cemitério municipal de Piçarras, que ele ajudou a fundar.